# Новогеоргиевская волость (Александрийский уезд)
Новогеоргиевская волость — административно-территориальная единица Александрийского уезда Херсонской губернии.
По состоянию на 1886 год состояла из 12 поселений, 12 сельских общин. Население 6573 человека (3133 мужского пола и 3440 женского), 975 дворовых хозяйств.
|                        | Площадь (в том числе пахотной) |
| ---------------------- | ------------------------------ |
| Сельских общин         | 9554 (6853)                    |
| Частной собственности  | 3713 (1757)                    |
| Казённой собственности | 355 (199)                      |
| Другой собственности   | 248                            |
| Всего                  | 13870 (9056)                   |

Наибольшие поселения волости:
- Новогеоргиевское[2] — село при реке Тясмин в 45 верстах от уездного города, 2597 человек, 339 дворов. За 8½ верст — винокуренный завод.
- Ревока (Хорвата)[2] — городок при реке Цыбульник, 831 человек, 126 дворов, православная церковь, гончарный завод, ярмарки.
- Скубиевка[2] — село при реке Цыбульник, 275 человек, 54 дворов, все занимаются выделкой горшков.
- Табурище — село при реке Днепр, 2312 человек, 364 двора, православная церковь, 2 лавки.